# Nghiên cứu văn học
Nghiên cứu văn học là một chuyên ngành khoa học xã hội và nhân văn mà đối tượng nghiên cứu là nghệ thuật ngôn từ (văn học). Ở thời điểm hiện tại, nghiên cứu văn học là tên gọi chung cho nhiều bộ môn nghiên cứu tương đối độc lập, tiếp cận cùng một đối tượng nghiên cứu (văn học) ở những góc độ giống nhau.

## Lịch sử
Những mầm mống của các tri thức nghệ thuật học và nghiên cứu văn học có từ xa xưa, dưới dạng một số ý niệm trong thần thoại cổ đại. Những nhận xét đầu tiên về nghệ thuật nói chung và văn học nói riêng, có thể kể đến trong kinh Vệ-đà (Ấn Độ, thế kỷ 10-2 TCN), Kinh thi (Trung Quốc, thế kỷ 9-6 TCN), Iliade và Odysses (cổ Hy Lạp, thế kỷ 8-7 TCN).

## Phương Tây
Ở châu Âu, các quan niệm đầu tiên về nghệ thuật và văn học được đề xướng bởi các nhà tư tưởng cổ Hy Lạp (như Platon, Aristote), cổ La Mã (như Horatius). Khâu nối giữa nghiên cứu văn học của thời cổ đại Hy-La và thời cận đại châu Âu có thể kể đến nền văn học Byzance và văn học Latinh của các dân tộc Tây Âu. Nghiên cứu văn học thời trung đại thiên về hướng thi tịch học và bình chú, đồng thời cũng phát triển về việc nghiên cứu các lĩnh vực thi học, văn hùng biện, âm luật. Trong thời Phục Hưng, nghiên cứu văn học đi theo hướng xây dựng những hệ thi pháp đáp ứng các điều kiện địa phương và dân tộc khác nhau. Thời đại của chủ nghĩa cổ điển châu Âu, nghiên cứu văn học gắn với xu hướng hệ thống hóa các luật lệ của nghệ thuật, đồng thời gắn với tính chất quy phạm của lý luận nghệ thuật, đặc biệt với cuốn Nghệ thuật thi ca (1674) của Boileau. Thế kỷ 17-18 nổi lên các xu hướng chống quy phạm trong cách hiểu các loại hình và loại thể văn học, sự trỗi dậy của chủ nghĩa lãng mạn mà tiêu biểu là cuốn lý luận Kịch lý Hamburg (1768-1769) của Lessing. Thế kỷ 19 quan điểm lịch sử xuất hiện đối kháng với xu hướng quy phạm, tạo nên một thời kỳ xây dựng những cuốn văn học sử như Lịch sử văn học Italia (1772-1782) của J. Tiraboski, Văn học cổ đại và cận đại (1799-1805) của J. Lagarp.
Từ nửa đầu thế kỷ 19 trở đi, trong nghiên cứu văn học châu Âu bắt đầu hình thành các trào lưu, trường phái, với ý thức về phương pháp luận và tư tưởng nghiên cứu. Đáng chú ý là các trường phái thần thoại với anh em J. Grimm, Đức; phương pháp tiểu sử với Sainte-Beuve, Pháp}; trường phái văn hóa lịch sử với H. Taine, Pháp); khuynh hướng xã hội dân chủ trong bình luận văn học với Belinski, Tchernyshevski, Dobroliubov, Nga; trường phái tâm lý với W. Wundt, văn học so sánh với F. Baldensperger, Van Tieghem v.v.
Sang thế kỷ 20, những trường phái nghiên cứu, phê bình văn học mới nở rộ, với sự xuất hiện của trường phái hình thức Nga, phân tâm học, chủ nghĩa cấu trúc (structuralism) và hậu cấu trúc; phê bình mới (new criticism); xã hội học văn học (sociology of literature); ký hiệu học (semiotics); chủ nghĩa duy ý chí (voluntarism); trường phái văn hóa - lịch sử (cultural-historical schooll) với chủ nghĩa thực chứng A. Comte, lý luận nghệ thuật H. Tainer v.v.; thuyết chuyển cảm (empathetics); chủ nghĩa biểu hiện (expressionism); chủ nghĩa trực giác (intuitivism); thuyết hoàn hình (gestalt); chủ nghĩa hiện sinh (existentialism); hiện tượng luận (phenomenology); phân tâm học (psychoanalysis); tâm phân học (analytical psychology); mỹ học phân tích (analytic esthetics); chủ nghĩa thực dụng (pragmaticm); giải thích học (hermeneutics); mỹ học tiếp nhận (receptive esthetics); chủ nghĩa hình thức (formalism); ngữ nghĩa học (semantics); chủ nghĩa hậu hiện đại (postmodernism) v.v.

## Phương Đông
Lý luận văn học ở phương Đông hình thành với những hệ thống riêng biệt. Ở Trung Quốc, trước tác xưa nhất về nghệ thuật là Nhạc ký, tương truyền do Công Tôn Ni Tử thảo vào đầu thời Chiến Quốc, thế kỷ 5 TCN, nhưng nhiều tư tưởng về nghệ thuật và văn học trước đó đã được nêu bởi Khổng Tử, Lão Tử. Tư tưởng văn học, mỹ học cổ đại và trung đại của Trung Hoa được hình thành, phát triển trong sự liên hệ mật thiết với các chủ thuyết triết học lớn (như Nho giáo, tư tưởng Lão-Trang, Phật giáo) với quan niệm "văn sử triết bất phân", dưới dạng một loạt các khái niệm như đạo, đức, phong, khí, vận, thi, phú, tỉ, hứng, tụng v.v.
Ở Ấn Độ, vấn đề cấu trúc nghệ thuật được nêu lên trong mối liên hệ với các học thuyết về tâm lý cảm thụ nghệ thuật với luận văn Natiashastra tương truyền của Bharata vào khoảng thế kỷ 9. Ý nghĩa hàm ẩn của tác phẩm nghệ thuật cũng được đề cập tới trong Thuyết đồng vọng của Anandavardhana thế kỷ thứ 9.
Xu hướng chung nhất của nghiên cứu văn học các nước phương Đông từ thời cận đại trở về trước là sử dụng các phương pháp lý thuyết đại cương và mỹ học đại cương. Bên cạnh đó có một số ngành như thư tịch học, văn bản học cũng sớm phát triển, trở thành các bộ môn hỗ trợ. Các xu hướng nghiên cứu văn học dựa trên bình diện lịch sử và bình diện tiến hóa chỉ mới xuất hiện từ cuối thế kỷ 19 đầu thế kỷ 20 khi có sự tiếp nhận và ảnh hưởng của học thuật châu Âu.

## Bộ môn nghiên cứu
Nghiên cứu văn học, theo truyền thống, bao gồm 3 bộ môn chính: Lý luận văn học, Lịch sử văn học, Phê bình văn học. Tuy nhiên đến khoảng những năm 70 của thế kỷ 20 đã xuất hiện bộ môn Phương pháp luận nghiên cứu văn học. Bộ phận quan trọng khác của nghiên cứu văn học là bộ môn Thi học và bộ môn Phong cách học.
Sau các bộ môn hàng đầu này, các nhà nghiên cứu chú ý tới sự nảy sinh của những bộ môn hạng thứ bao gồm những bộ môn lý thuyết và lịch sử có đối tượng tương đối hẹp hơn, như lý thuyết phê bình văn học, lịch sử thi học (khác với thi học lịch sử), lý thuyết phong cách v.v.; những bộ môn hỗ trợ văn học như lưu trữ học, thư mục học, văn bản học, cổ văn tự học, khảo thích và bình chú văn bản (tường giải học), toán học (nhất là thống kê), ký hiệu học.

### Lý luận văn học
Lý luận văn học nghiên cứu những quy luật chung của cấu trúc và sự phát triển văn học.

### Lịch sử văn học
Lịch sử văn học, còn gọi là văn học sử lấy đối tượng là nghiên cứu văn học quá khứ, khảo sát nó như một quá trình, hoặc khảo sát một trong số các thời điểm của quá trình đó.

### Phê bình văn học
Phê bình văn học chú ý đến trạng thái hiện tại của văn học đương thời, nó cũng chú ý lý giải văn học quá khứ từ quan điểm những vấn đề xã hội và nghệ thuật hiện thời.

### Thi học
Thi học là bộ môn nghiên cứu cấu trúc của các tác phẩm, phức hợp tác phẩm hoặc sáng tác ở nhà văn nói chung, nghiên cứu các khuynh hướng văn học và các thời đại văn học. Ở phương diện lý luận văn học, thi học cung cấp một thi học đại cương tức là khoa học về cấu trúc bất kỳ một tác phẩm văn học nào. Ở bình diện văn học sử, thi học lịch sử nghiên cứu về sự phát triển của các cấu trúc nghệ thuật xét trong tổng thể và trong các thành tố của chúng. Trên bình diện phê bình văn học, các nguyên tắc của thi học được áp dụng qua sự phân tích tác phẩm cụ thể ở các phương diện về tư tưởng, nghệ thuật, cấu trúc.

### Phong cách học
Phong cách học phần nhiều có vị trí và chức năng tương tự thi học trong văn học sử, lý luận văn học và phê bình văn học, tuy nhấn mạnh khảo cứu đặc trưng thế giới quan, nhân sinh quan, cá tính sáng tạo của nhà văn, và sự biểu hiện của thế giới quan, nhân sinh quan, cá tính sáng tạo trong tác phẩm văn học.

## Quan hệ với các bộ môn khác
Nghiên cứu văn học là chuyên ngành khoa học có độ mở rất lớn, bao gồm trong nó sự liên hệ đa dạng với các khoa học nhân văn khác. Một số ngành khoa học xã hội, khoa học nhân văn là cơ sở phương pháp luận của nghiên cứu văn học (như triết học, mỹ học, giải thích học); một số ngành khác gần nghiên cứu văn học về đối tượng hoặc nhiệm vụ nghiên cứu (như nghiên cứu văn hóa dân gian, nghệ thuật học đại cương). Bên cạnh 2 nhóm bộ môn hỗ trợ nói trên, còn cần kể đến nhóm các ngành cùng chung xu hướng nhân văn như sử học, tâm lý học, xã hội học.
Riêng đối với ngữ học, nghiên cứu văn học có sự liên hệ về nhiều mặt: cùng chung tài liệu nghiên cứu (ngôn ngữ, vừa với tư cách phương tiện giao tiếp vừa với tư cách "yếu tố thứ nhất", ngôn từ, của văn học), gần gũi về chức năng nhận thức của ngôn ngữ và hình tượng, có sự tương đồng nhất định về cấu trúc. Trước đây nghiên cứu văn học và các ngành nhân văn học khác được gộp vào khái niệm ngữ văn học như một khoa học tổng hợp, nghiên cứu văn hóa tinh thần trong các dạng biểu hiện ngôn ngữ, văn tự, văn bản, văn học. Ở thế kỷ 20 khái niệm ngữ văn học thường trỏ chung hai ngành nghiên cứu văn học và ngữ học, và theo nghĩa hẹp là trỏ các bộ môn văn bản học và phê bình văn bản của Mai Hương và Minh Quốc